# Richard Adler (Maler)
Richard Adler (* 5. Juni 1907 in Berlin; † 17. April 1977 in Düsseldorf) war ein deutscher Maler, Illustrator und Graphiker.

## Leben
Von 1921 bis 1925 absolvierte Adler eine Ausbildung als Holzbildhauer, von 1926 bis 1929 studierte er an der Unterrichtsanstalt des Kunstgewerbemuseums Berlin. Von 1931 bis 1936 war er Meisterschüler von Hans Meid. 1939 war Adler mit zwei Radierungen auf der Großen Deutschen Kunstausstellung in München vertreten.
Bekannt wurde er besonders durch seine Radierungen von Stadtansichten aus Berlin, Mainz und Hamburg. Für diese „Chroniken der Stadtgeschichte“ von sehr malerischem Reiz nutzte er oft die Technik der farbigen Aquatinta.

## Werke
- Titel und Illustrationen zu  Leo N. Tolstoi „Wie viel Erde braucht der Mensch“, deutsche Übersetzung, erschienen im Volk und Wirtschaft Verlags GmbH, Berlin 1949
- Farbige Aquatinta-Radierungen:
  - „Schneegrubenbaude“ ca. 15 × 18 cm im Privatbesitz
  - „Kolonnaden am Kleistpark“, 15 × 21 cm (ca. 1960)
  - „Berlin, Schloss“, 18,5 × 26 cm
  - „Kleistkolonnaden“, 58 × 38 cm
  - „Dreifaltigkeitskirche in Hamburg“, 37 × 30 cm
  - „Hamburg St. Michaeliskirche“, 18,5 × 14,5 cm
  - „Bergedorfer Schulhof v. Süden“, 19 × 27 cm
  - „Der alte Zollkanal in  Hamburg“, 21,5 × 16,5 cm
- Radierungen
  - „Holzturm zu Mainz“, 14,5 × 19,5 cm
  - „Mainz, Christuskirche“, 15 × 18,5 cm
  - „Mainz, Dom“, 14,5 × 18,5"
  - „Danzig, Lange Brücke“, 49,5 × 39,5 cm
  - „Hamburg Rathaus“, 49,5 × 39,5 cm im Privatbesitz
  - „St. Nicolai-Kirche Mölln“ 14 × 10 cm in Privatbesitz
  - „Breslau Dominsel“, 49,5 × 39,5 cm im Privatbesitz
  - „Bitburg, Wassertürme an den römischen Mauern“ , 14,5 × 19,5 cm
  - „Schloss Charlottenburg Berlin“ 10 × 15 cm im Privatbesitz
  - „Wolfenbüttel, Klein Venedig“ 18,5 × 14,8 cm im Privatbesitz
  - „Berlin, Unter den Linden“ 18,5 × 14,5 cm in Privatbesitz
  - „Königsberg, Königsberger Hafen“ 23 × 29 cm in Privatbesitz
  - „Rellingen, Rellinger Kirche“ 17 × 23 cm in Privatbesitz